# 宇尾淳子
宇尾 淳子（うお じゅんこ、1926年10月12日 - 2006年9月11日）は、日本の生物学者（専門は昆虫生理学、内分泌学）。

## 略歴
大阪府大阪市出身。男爵・西五辻光仲の三女。夫は核融合の研究で知られる宇尾光治。
1948年奈良女子高等師範学校卒業。1951年京都大学理学部動物学科卒。1952-1953年純心女子短期大学（長崎）講師。1957年京都大学大学院（旧制）修了。1961年「鱗翅目昆虫の神経分泌系の電子顕微鏡的研究」で理学博士。1955-1964年海星女子学院短期大学助教授、教授、1962-1967年アメリカ・プリンストン大学研究員、西ドイツ・ミュンヘン大学助手、イギリス・オックスフォード大学研究員、1967-1985年塩野義製薬研究所主任研究員、1975年オーストラリア・アデレード大学客員教授。1978年名古屋大学農学部講師。1982年『ホルモンの不思議 アオムシがチョウになる』で日本科学読物賞受賞。

## 主要著書
- 『生物時計をさぐる 私とゴキブリと』蒼樹書房 1977
- 『ホルモンの不思議 アオムシがチョウになる』蒼樹書房 1981
- 『生物時計のふしぎ』 (科学者からの手紙) 細田雅亮 絵. ほるぷ出版 1985
- 『ケチのすすめ24章』思想の科学社 1990
- 『昆虫からの贈りもの ある生物学者の一代記』蒼樹書房 1995
- 『愛に生かされて』聖母の騎士社　1997

### 訳書
- D.S.ソーンダース『生物リズム学入門』理工学社 1978
- リチャード・ヘッドストローム『顕微鏡による探険』蒼樹書房 1979
- ウィリアム・J.ベル『ゴキブリ学実験ガイド』遠藤泰久共訳 蒼樹書房 1983

## 論文
- <宇尾淳子